# Unter Frauen (Roman)
Unter Frauen (im Original: „Amongst Women“) ist ein 1990 erschienener Roman des irischen Schriftstellers John McGahern (1934–2006). Die Geschichte beschreibt den verbitterten, alternden IRA-Veteranen Michael Moran und dessen Tyrannei gegen seine Frau und Kinder, die ihn sowohl fürchten als auch lieben.
Bei dem Buch handelt es sich um McGaherns bekanntestes Werk; es gilt als sein Meisterwerk. Es kam beim Booker Prize 1990, der dann allerdings an Antonia Susan Byatt ging, in die engere Auswahl und gewann den Irish Times/Aer Lingus Literaturpreis 1991. Robert McCrum führt das Werk in seiner für den Guardian zusammengestellten Liste der 100 besten englischsprachigen Romane an.

## Handlung
Der Roman spielt im ländlich-zurückgebliebenen Westen von Irland im Ort Great Meadow. Sie umfasst die Periode von zwanzig Jahren in der Mitte des zwanzigsten Jahrhunderts. Im Mittelpunkt steht Michael Moran, Patriarch der Moran-Familie und ehemaliger Kämpfer der IRA, der schon zuvor Offizier im Irischen Unabhängigkeitskrieg (1919–1921) und im Irischen Bürgerkrieg (1922–1923) war. Obwohl Moran ein angesehenes Mitglied der Gemeinde ist und gläubiger Katholik noch dazu, gibt es eine grausame, gewalttätige und beherrschende Seite seines Charakters. Er bestimmt das Leben seiner zweiten Frau Rose und seiner fünf Kinder. Diese bemühen sich, trotz Loyalität zur Familie ihr eigenes Leben durchzusetzen. Fast während der gesamten Handlung werden Erinnerungsstücke erzählt, in denen Morans Kinder versuchen, den "Monaghan Day" zu zelebrieren, um einen Gefallen für ihren Vater zu tun, denn dabei ist der Umgang mit ihm immer sehr angenehm. Für ihn war der Krieg die beste Zeit seines Lebens, weil „die Dinge im Krieg denkbar einfach und klar sind“.
Die Geschichte ist aus der Vergangenheit heraus erzählt. Immer wieder tauchen Erinnerungen auf, so wie es sich begibt, wenn an Markttagen sein Freund McQuaid Moran besucht und sie über alte (Kriegs)zeiten sprechen.
Mit seinem Älterwerden merkt Moran, wie seine Rolle als zentrale Figur der Familie schwächer wird, weil sich die Kinder aus Great Meadow zurückziehen. Meistens ist er ruhig gegenüber seinen Töchtern, doch seine Söhne begehren immer häufiger auf. Trotz seines Verlangens nach Aufmerksamkeit und Hilfe für den Vater verlässt der Älteste, Sohn Luke, das Haus in Richtung London, weil er „die überbordende Autorität“ nicht länger ertragen kann. Er wird zeitlebens nur einmal in sein Elternhaus zurückkehren. Dieser Fortgang ist für Moran sehr schmerzlich und die Gespräche der anderen über Luke machen die Sache nicht besser. Michael, der Jüngste, versteckt sich, solange er noch im Haus ist, hinter Rose, der Mutter, hat irgendwann aber genug Mut gesammelt und ist dann auch nicht mehr zu halten. Für die Kinder besteht die einzige Möglichkeit, ihre Eigenständigkeit zu entfalten, darin zu gehen, allen Appellen Morans an das Ethos der Familie zum Trotz.
So kann Moran jetzt nur noch das Leben der Töchter bestimmen, die nach Hause zurückkommen, sobald ihr Berufsleben dies zulässt. Sie verlangen nach seiner Anerkennung, fürchten aber sein Temperament. Von ihm kommt der Leitgedanke, der sie zusammenhält: „Allein sind wir nichts, zusammen können wir alles machen.“ Die Töchter empfinden ausgeprägt eigene Charaktere im Verhältnis zu einem möglichen Familienverbund als peinlich.
Die Beschreibung der Freundschaft Morans mit McQuaid ist auch von Rückblenden durchsetzt. So gibt es zum Beispiel die Erinnerung an einen Angriff der British Army auf Flying Column, der sie angehörten. Ebenso wird eine Auseinandersetzung zwischen den beiden beschrieben, die ihre Freundschaft zerstört und Moran allein  zurücklässt.
Am Ende der Geschichte stirbt sein Protagonist. Er wird unter einer Eibe beigesetzt, sein Einfluss auf die Familie hält jedoch an: „[…] wie sie ihn unter der Eibe beigesetzt hatten, kam es ihnen so vor, als ob jeder von ihnen in seiner Weise Daddy geworden wäre.“

## Der Titel
Der Titel kann auf zwei verschiedene Weisen verstanden werden: Zum einen verweist er auf die in Morgans Leben bedeutsamen Frauen; in dieser Hinsicht schildert der Roman ausführlich die dominante Rolle des patriarchalen Moran im Kreis der Frauen um ihn herum. Zum anderen ist der Titel eine Anspielung auf das traditionelle Gebet Ave Maria, das den Halbsatz "Gesegnet bist du unter den Frauen" enthält. Dieses Gebet ist ein wesentlicher Teil des Rosenkranzes, der täglich im Haushalt der Morans gebetet wird.

## Personen inAmongst Women
- Michael Moran Die Hauptfigur der Novelle und Patriarch der Familie. Er hat fünf erwachsene Kinder und ist mit seiner zweiten Frau Rose verheiratet. Ein "ehedem kraftstrotzender Mann" ist IRA-Veteran und Bauer.
- Rose Moran (geborene Brady) Morans zweite Ehefrau und Stiefmutter seiner Kinder. Sie steht in der Mitte des Lebens, als sie Moran heiratet. Zuvor hat sie in Glasgow gearbeitet. Obwohl Moran sie offensichtlich misshandelt, verhält sie sich loyal zu ihm. Sie hat ein ruhiges und friedfertiges Gemüt. Sie ist integraler Teil der Familie und Hauptstütze für die Kinder.
- Luke Moran Morans ältester Sohn. Er hat sich von der Familie wegen der brutalen Behandlung des Vaters entfremdet; er lebt in London. Er kommuniziert mit der Familie durch Telegramm und wird auch so vom Tod seines Vaters informiert, er reagiert jedoch nicht darauf und kommt auch nicht zur Beerdigung.
- Maggie Moran Die älteste Tochter. Sie arbeitet als Krankenschwester in England. Sie lebt mit ihrem Ehemann und den Kindern in London, kommt aber regelmäßig zurück nach Great Meadow.
- Mona Moran arbeitet in Dublin im Dienstleistungssektor und kehrt häufig nach Hause zurück.
- Sheila Moran Vater Moran unterbindet ihr Begehren zu studieren. Auch sie arbeitet im Dienstleistungsbereich, ist verheiratet, hat eigene Kinder und lebt ebenfalls in Dublin.
- Michael Moran jun. ist der Jüngste der Kinder
- James McQuaid ehemals Leutnant im Unabhängigkeitskrieg, heute erfolgreicher Viehhändler. Er beendet die Freundschaft zu Moran wegen seiner unversöhnlichen und undankbaren Art.
- "Annie & Lizzie" Ihnen gehört die Poststelle, die sie selbst betreiben.

## Verfilmungen
1998 erschien in einer Gemeinschaftsproduktion von BBC und Raidió Teilifís Éireann eine vierteilige Fernsehserie unter Regie von Tom Cairns, der im Folgejahr auch in Schweden und den Niederlanden ausgestrahlt wurde. In den Hauptrollen spielten Tony Doyle als Michael Moran, Ger Ryan als Rose und Susan Lynch als Maggie.